# Compositie X
Compositie X is een schilderij van de Nederlandse schilder Theo van Doesburg in het Centre Pompidou in Parijs.

## Het werk

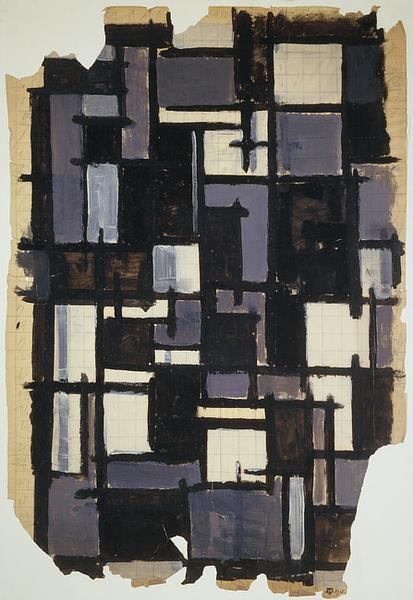
Theo van Doesburg. Studie voor Compositie X. 1918. Potlood en gouache op transparant papier. 68 × 45.5 cm. Parijs, Centre Pompidou.

Het werk draagt rechtsonder Van Doesburgs monogram met aan weerszijden daarvan het jaartal 1918. Het is het eindpunt van een abstraheringsproces. Welk motief eraan ten grondslag ligt is echter onduidelijk. In 'lijst 1' komt het voor als Compositie X 1917 (stilleven met vrouw). Van het werk zijn twee voorstudies bewaard gebleven, één in het Stedelijk Museum Amsterdam (gedateerd 1917) en één in het Centre Pompidou in Parijs (gedateerd 1918). In geen van beide is echter een vrouwenfiguur te herkennen; wel een interieur of een stilleven.

## Herkomst
Van Doesburg gaf het werk omstreeks 1921 aan zijn tweede vrouw Lena Milius. In 1926 of later kwam het in bezit van Van Doesburgs derde vrouw Nelly van Doesburg. Later bevond het zich in verschillende privéverzamelingen in Bazel, waaronder die van Oskar Müller. In 2001 werd het aangekocht door het Centre Pompidou ter herinnering aan de voorzitter van de Stichting Vrienden van het Centre Pompidou, Sylvie Boissonas (1912-1999). De voorstudie in het Centre Pompidou is afkomstig uit het bezit van Max en Lotte Burchartz.

## Tentoonstellingen
Compositie X maakte deel uit van de volgende tentoonstellingen:
- Junge Niederländische Kunst (1. Ausländische Austauch-Ausstellung), 4 december 1920-?, Kronprinzenpalais, Berlijn (als Komposition 10, 1917).
- Junge Niederländische Kunst (1. Ausländische Austauch-Ausstellung), januari 1921 (?), Leipzig (als Komposition 10, 1917).
- Junge Niederländische Kunst (1. Ausländische Austauch-Ausstellung), 1921, Kestner Gesellschaft, Hannover (als Komposition 10, 1917).
- Junge Niederländische Kunst (1. Ausländische Austauch-Ausstellung), 1921, Hamburger Hansa Werkstätten, Hamburg (als Komposition 10, 1917).
- De Branding. 10 jaar, 19 december 1925-1 januari 1926, Stedelijk Museum, Amsterdam (als 1917).
- De Branding. 10 jaar, 17-31 januari 1926, Oude Postkantoor, Rotterdam (als 1917).
- ‘1940’. Deuxième exposition Rétrospective Van Doesburg, 15 januari-1 februari 1932, Porte de Versailles Parc des Expositions, Parijs.
- Theo van Doesburg (?), 2-31 mei 1936, Stedelijk Museum, Amsterdam (als Compositie in grauw, 1918).
- Liniens Sammenslutning. Efter-expressionisme, abstrakt kunst, neoplasticisme, surrealisme (?), 1-13 september 1937, Den frie Udstilling's Bygning, Kopenhagen (vermoedelijk; als Toile composition en gris, 1918).
- Basler Privatbesitz, 4 juli-29 september 1957, Kunsthalle, Bazel.
- 31 Gestalter einer totalen visuellen Synthese. Neue Richtungen in der plastisch-kinetisch integrierten Sichtbarkeit, 14 juli-27 september 1962, Galerie d'Art Moderne, Bazel.
- L'art en Europe autour de 1918, 8 mei-15 september 1968, À l'ancienne Douane, Straatsburg (als Composition, 1918).
- Theo van Doesburg, 13 december 1968-26 januari 1969, Van Abbemuseum, Eindhoven.
- Theo van Doesburg, 17 februari-23 maart 1969, Gemeentemuseum Den Haag.
- Theo van Doesburg 1883-1931, 18 april-1 juni 1969, Kunsthalle Neurenberg, Marientor (als Komposition X, 1918).
- Konstruktive Kunst, 9 augustus-7 september 1969, Kunsthalle Bazel (als Komposition X, 1918).
- Van Doesburg and the International Avant-Garde, 20 oktober 2009-3 januari 2010, Stedelijk Museum De Lakenhal, Leiden (als Composition X, 1918).
- Van Doesburg and the International Avant-Garde, 4 februari-16 mei 2010, Tate Modern, Londen (idem).